# 千葉れみ
千葉 れみ（ちば れみ、1983年3月2日 - ）は東京都出身の元女優。
1998年『美少女H』（フジテレビ）でドラマデビューし、三瓶あさみ、深谷麻梨絵と共にアイドルグループ・『インディーズ』のメンバーとして活動した。現在は引退している。

## 主な出演作品

### テレビドラマ
- 美少女H（フジテレビ 1998年）
- 美少女H2（フジテレビ 1998年）
- 美少女H3（フジテレビ 1999年）

### CM
- バンプレスト 全スーパーロボット大戦 電視大百科（1998年）
- バンプレスト スーパーロボット大戦F（プレイステーション版）（1998年）
- バンプレスト スーパーロボット大戦F完結編（プレイステーション版）（1999年）
- 丸石自転車 （企業CM）（1999年）

| スタブアイコン | サブスタブ | この項目は、まだ閲覧者の調べものの参照としては役立たない、俳優（男優・女優）に関連した書きかけの項目です。この項目を加筆・訂正などしてくださる協力者を求めています（P:映画/PJ芸能人）。 |